# Galwanoskop
Galwanoskop – przyrząd pomiarowy, który służy do wykrywania przepływu i wyznaczania kierunku bardzo słabego, stałego prądu elektrycznego. Wynalazcą galwanoskopu był Luigi Galvani, który wykorzystał do tego przewodzenie prądu w nodze żaby. Urządzenie wynaleziono w roku  1780. Jest to uproszczona wersja galwanometru.